# Trentepohlia (Trentepohlia) delectabilis
Trentepohlia (Trentepohlia) delectabilis is een tweevleugelige uit de familie steltmuggen (Limoniidae). De soort komt voor in het Australaziatisch gebied.